# Hydroporus laticollis
Hydroporus laticollis är en skalbaggsart som beskrevs av Zimmermann 1922. Hydroporus laticollis ingår i släktet Hydroporus och familjen dykare. Inga underarter finns listade i Catalogue of Life.